# Mälaren

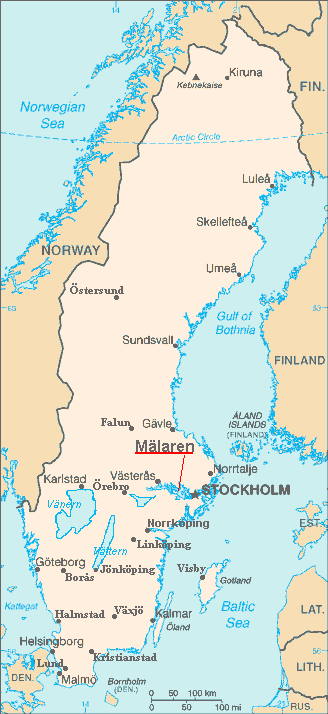
Bản đồ vị trí

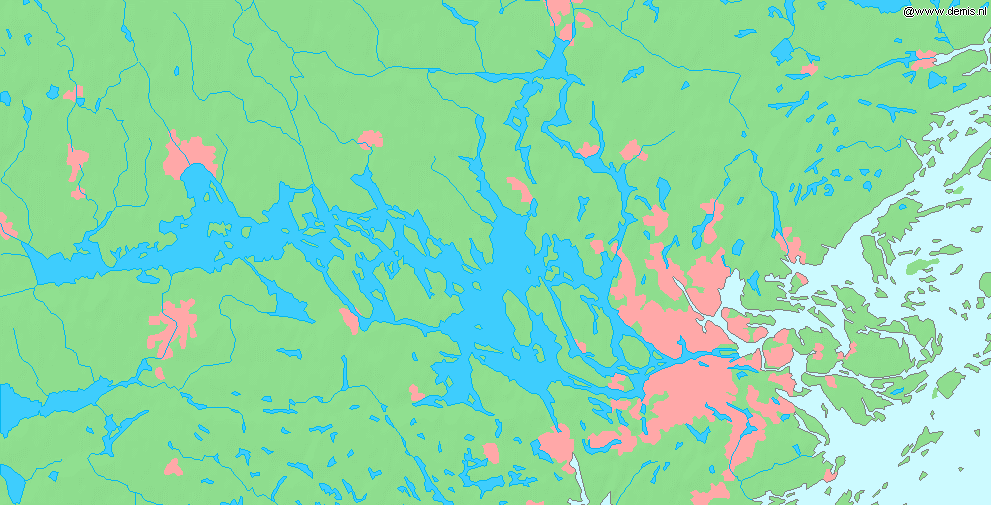
Chi tiết về Mälaren với khu vực thành thị Stockholm màu hồng phía bên phải.

Hồ Mälaren (sv-Mälaren.oggⓘ) (thỉnh thoảng được gọi là Hồ Malar bằng tiếng Anh trong lịch sử) là hồ lớn thứ ba của Thụy Điển, sau các hồ Vänern và Vättern. Diện tích hồ là 1140 km² và chỗ sâu nhất là 64 m. Hồ tháo nước từ phía Tây Nam đến phía Đông Bắc và đổ vào biển Baltic thông qua kênh đào Södertälje, Hammarbyslussen, Slussen và Norrström. Vịnh cực Đông của Mälaren nằm tại trung tâm Stockholm được gọi là Riddarfjärden. Hồ tọa lạc tại Svealand và được bao bọc bởi các tỉnh Uppland, Södermanland, Närke, và Västmanland. Hai đảo lớn nhất trong hồ Mälaren là Selaön (91 km²) và Svartsjölandet (79 km²).
Thời kỳ Cướp biển đã đặt địa điểm mua bán Birka tại đảo Björkö và Hovgården (trong khu vực lân cận đảo Adelsö) đã được UNESCO công nhận là Di sản thế giới từ năm 1993, và Cung điện Drottningholm trên đảo Lovön.

## Lịch sử của tên Mälaren
Nguồn gốc của tên Mälaren bắt nguồn từ tiếng Na Uy cổ maelir xuất hiện trong các ghi chép lịch sử vào khoảng năm 1320 và có nghĩa là viên sỏi. Trước kia hồ được biết đến với tên Lögaren có nguồn gốc tương tự với động từ cổ löga, có nghĩa là "tắm hồ", cũng có ý kiến tranh cãi cho rằng liên quan đến từ lördag, có nghĩa là "thứ Bảy".

## Địa chất
Hồ Malar xưa kia là một vịnh của biển Baltic, và các tàu biển thường bỏ neo ở đây cho gần địa phận Thụy Điển hơn. Vì thời kỳ băng tan đã nâng tảng đá chắn tại cửa vịnh làm hẹp đi khoảng 1200 nên tàu bè phải dỡ hàng gần lối vào vịnh và dần dần vịnh biến thành hồ.
Gần cuối thời kỳ băng hà khoảng 11000 năm về trước, nhiều khu vực Bắc Âu và Bắc Mỹ đã bị một lớp băng dày khoảng 3 km bao phủ. Vào cuối thời kỳ này các dòng sông băng rút đi và trọng lượng của chúng đã tác động đến mặt đất dẫn đến hiện tượng đất nâng lên thời kỳ hậu sông băng. Lúc đầu mặt đất nâng lên rất nhanh, khoảng 7.5 cm/năm và tốc độ này kéo dài trong khoảng 2000 năm, và bắt đầu khi lớp băng tan dần. Khi sự tan băng hoàn tất, tốc độ đất được nâng lên giảm dần xuống 2.5 cm/năm, và giảm theo cấp số mũ sau đó. Ngày nay, tốc độ tiêu biểu là 1 cm/năm hoặc chậm hơn, và các cuộc nghiên cứu cho biết mặt đất sẽ tiếp tục được nâng lên trong khoảng 10.000 năm nữa. Từ cuối thời kỳ tan băng có thể được nâng lên đến 400 m.

## Địa lý
Được xếp theo thứ tự chữ cái:
| Các đảo lớn | Các thành phố và đô thị chung quanh hồ |
| --- | --- |
| - Adelsö - Aspön - Björkö - Ekerö - Helgö - Kungsholmen (Stockholm) - Kurön - Lilla Essingen (Stockholm) - Lovö - Munsö - Ridön (Västmanland) - Ridön (Södermanland) - Selaön - Stora Essingen (Stockholm) - Svartsjölandet - Tosterön | - Bålsta - Hallstahammar - Köping - Kungsängen - Kungsör - Mariefred - Örebro - Stockholm - Strängnäs - Södertälje - Torshälla - Västerås |

## Linh tinh
- Theo thần thoại Norse, hồ này được nữ thần Gefjun tạo nên khi bà chơi khăm Vua Thụy Điển Gylfi trong truyện Gylfaginning. Khối đất do nữ thần Gefjun đào lên khi xây hồ được đưa đến Đan Mạch, trở nên đảo Zealand.
- Loài hến Zebra được xem như một loài lan tràn đã tạo nên vấn đề khó khăn cho hồ Mälaren.
- Utter Inn là một khách sạn dưới nước được nghệ sĩ Mikael Genberg phác họa dưới lòng hồ Mälaren.